# Marco Antônio Costa
Marco Antônio Soares da Costa (Rio de Janeiro, 23 de fevereiro de 1963) é um médico, dublador e locutor brasileiro. Começou a trabalhar com a voz em 1986.
No ramo da dublagem é mais conhecido pela dublagem dos atores George Clooney, Johnny Depp, Brad Pitt, Tim Robbins, Val Kilmer e Hugh Grant na maioria dos filmes estrelados por eles. Depois de um período afastado da dublagem, voltou a trabalhar em todos os grandes estúdios de dublagem do Brasil. Também é locutor da rádio carioca JB FM.
Em 2007 ganhou o Prêmio Yamato de Melhor Dublador de Protagonista como Jack Sparrow no filme Piratas do Caribe.
É casado com a também dubladora Lina Rossana.